# The Complete 〜History of RATS & STAR〜
『The Complete 〜History of RATS & STAR〜』（ザ・コンプリート ヒストリー・オブ・ラッツ・アンド・スター）は、2010年2月25日に発売されたラッツ&スター初のCD・DVD-BOX。

## 解説
- 2010年2月25日、シャネルズ・ラッツ&スターのデビュー30周年を記念して発表された。オリジナル・アルバム9枚、初のB面集、レアトラックス集の計11枚のCDと、PV集＋秘蔵映像収録のボーナスDVD1枚、特典として、オリジナル衣装プリントTシャツと豪華ブックレットが封入された初のBOX。完全生産限定盤。

## 内容

### CD
- アナログ盤を復刻した、紙ジャケット仕様オリジナル・アルバム9枚。アルバム未収録のシングルA面曲は、シングル発表時期のアルバムに追加収録されている。
- CD未収録曲を含む、B面集『B-Side Bound』。
- 未発表音源（デモ音源等）やギャグ音源（『ギャグ噴射!!〜右手のマニキュア〜』から3トラック）を含む、レア・トラック集『Ultra Rare Tracks』。
- 「シャネルズベスト」（未CD化）、「シャネルズベスト2」（未CD化）、「BACK TO THE BASIC〜The Very Best of RATS&STAR〜」などのベスト盤には収録されていた「胸騒ぎのクリスマス」は収録されていない。

### DVD
- ビデオ・クリップ集"SOUL BROTHERS"+秘蔵映像"LIVE AT WHISKY A GO GO"が収録されている、映像集『SOUL BROTHERS+4』。

### 封入特典
- オリジナル衣装Tシャツ
- 豪華スペシャルブックレット
- ポスター（先行予約者限定）

## 収録曲

### オリジナル/ライヴ・アルバム
シャネルズ

#### 1st『Mr.ブラック』
1. ダウンタウン・ボーイ
2. ランナウェイ（アルバム・バージョン）
3. 月の渚－YOU'LL BE MINE－
4. 夢見るスウィート・ホーム
5. いとしのシェビー'57
6. 陽気なTUSUN
7. EVERYBODY LOVES A LOVER
8. SHAMA LAMA DING-DONG
9. BAD BLOOD
10. SILHOUETTES
11. SH-BOOM
12. ZOOM
13. CHAPEL OF DREAMS
14. ランナウェイ（Single Version）
  - 追加収録。

#### 2nd『Heart & Soul』
1. ストリート・シンフォニー
2. アゲイン
3. トゥナイト（アルバム・バージョン）
4. 夢見る16歳
5. 星くずのダンス・ホール
6. シャングリラ
7. オール・ザット・ア・カペラ
8. 街角トワイライト
9. 夜明けのワーク・ソング
10. 涙のテレフォン
11. あの娘はミステリー
12. グッド・オールド・ソング
13. スマイル・フォー・ミー

#### LIVE『LIVE AT WHISKY A GO GO』
1. OPENING THEME(I CAN'T TURN YOU LOOSE)
2. LET'S TWIST AGAIN
3. THAT IS ROCK&ROLL
4. FOOLS FALLIN' LOVE
5. ZING WENT THE STRINGS OF MY HEART
6. RUNAWAY
7. HURRICANE
8. POISON IVY
9. SPEEDO'S BACK IN TOWN
10. GOING BACK TO INDIANA
11. DO YOU LOVE ME
12. ENDING THEME（SHAMA LAMA DING‐DONG）
13. OPENING THEME（THE SOUND OF PHILADELPHIA）
14. TONIGHT（COULD BE THE NIGHT）
15. CLOSING THEME（IN THE STILL OF THE NIGHT）
16. DADDY’S HOME
  - 初収録。

#### 3rd『Hey!ブラザー』
1. TAKE THE A TRAIN〜ハーレム・エクスプレス
2. CAN'T STOP
3. MAMMA
4. 愛（いと)しのアンナ
5. 涙のスウィート・チェリー
6. GOSPEL SHOUTING
7. ハリケーン
8. 恋愛専科
9. 魂のブラザー
10. 妹たちへのラブ・ソング
11. DANCE! DANCE! DANCE!
12. ラスト・ワーズ

#### 4th『SOUL SHADOWS』
1. 憧れのスレンダー・ガール
2. Yeah! Yeah! Yeah!
3. マイ・シュガー・ベイビー
4. パシフィック（夏は罪つくり）
5. 渚のスーベニール
6. もしかして I LOVE YOU.
7. ミッドナイト・ベイ・ブルース
8. サマー・ホリデー
9. マイ・ラブ
10. 恋は命がけ
11. Forever Together
12. Soul Shadows (a-cappella)

#### 5th『ダンス!ダンス!ダンス!』
1. TURN BACK THE HANDS OF TIME
2. 週末ダイナマイト
3. PEPERMINT TWIST!
4. ダンス!ダンス!ダンス!
5. BOOGIE WOOGIE TEENAGE
6. 涙でハッピーバースデー
7. 浮気なエンジェル
8. COME BACK MY LOVE
9. TWISTIN' U.S.A.
10. 恋の4回戦ボーイ
11. DO YOU WANNA DANCE
12. Yeah! Yeah! Yeah!
13. 星くずのダンス・ホール
14. LOVERS NEVER SAY GOOD-BYE

ラッツ&スター

#### 6th『SOUL VACATION』
- 大瀧詠一リマスタリング監修。

1. We are RATS & STAR
2. 楽しき街角
3. 今夜はフィジカル
4. 裏切りの都会
5. One Dream Night
6. 星空のサーカス
7. Tシャツに口紅
8. 真夜中のダイヤモンド
9. 女って…
10. 月へはせる想い(Warping the Moon)
11. Miss You
12. め組のひと
  - 追加収録。
13. 女って…（Demo Version）
  - 初公開音源。
14. 楽しき街角（Demo Version）
  - 初公開音源。

#### 7th『SEE THROUGH』
1. 夢のディスコティック
2. 乙女座の二人
3. Just Loving Woman
4. サマーナイト・トレイン
5. グラマーGuy（アルバム・バージョン）
6. 唇にナイフ
7. フィルムシティ物語
8. Lifeシアター
9. You Can Win
10. ブギウギBaby
11. 月下美人（ムーンライト・ハニー）
  - 追加収録。

#### 8th『RATS ENTERTAINMENT SING!SING!SING!』
1. You'll Be Mine
2. 熱帯夜／真夏のエクスタシー
3. マドンナはお前だけ
4. 夕日と拳銃
5. 夏の光と影
6. 雨の日のローラ
7. 闇夜からの手紙
8. ユーモレスク
9. Ladyジェラシー！
10. 恋はデンジャラス
11. 哀愁のBlue Cafe
12. レディ・エキセントリック
  - 追加収録。

### 3 Special Bounus Discs

#### B面集『B-Side Bound』
- 大瀧詠一リマスタリング監修。

1. エーメン
2. 夢見るスウィート・ホーム
3. ビッグ・シティー・キャット
4. アゲイン
5. 渚のウエディング・ベル
6. ラブ・ミー・ドゥ
7. 渚のスーベニール
8. ピンナップ・ガール
9. ミッドナイト・ベイ・ブルース
10. 涙でハッピー・バースデー
11. 彼氏になりたい
12. 星空のサーカス（クシャミVersion）
13. 月へはせる想い(Warping the Moon)
14. マジック・ナイト
15. Glamour Guy (英語バージョン)
16. IN THE MOON
17. 渚のドラマチック
18. Good My Friend
19. 夢で逢えたら -original backing track-

#### レア・トラックス集『Ultra Rare Tracks』
- Track.4・7・10以外初公開音源。

1. A Sunday Kind of Love〜Zing Went the Strings of My Heart
2. That is Rock And Roll
3. My Girlfriend
4. 〜異色対談〜マーチン鈴木の部屋（今日のお客様は…?）
  - 『ギャグ噴射!!〜右手のマニキュア〜』から
5. Chapel of Dreams
6. The ABC's of Love
7. 〜草むらは生きている〜昆虫討論会
  - 『ギャグ噴射!!〜右手のマニキュア〜』から
8. I Saw Mommy Kissing Santa Claus
9. Honey Love
10. ついに買ったぞ!!
  - 『ギャグ噴射!!〜右手のマニキュア〜』から
11. ランナウェイ（Demo Version）

#### ボーナスDVD『SOUL BROTHERS+4』
- SOUL BROTHERS

1. ストリート・シンフォニー
2. GOSPEL SHOUTING
3. 魂のブラザー
4. 恋愛専科
5. 夜明けのワーク・ソング
6. ランナウェイ
7. ラスト・ワーズ
8. 街角トワイライト（ライブ）

- LIVE AT "WHISKY A GO GO"

1. LET’S TWIST AGAIN
  - リードボーカル：鈴木
2. FOOLS FALLIN’LOVE
  - リードボーカル：桑野
3. RUNAWAY
  - リードボーカル：鈴木
4. SPEEDO’S BACK IN TOWN
  - リードボーカル：久保木